# Орхувек
Орхувек (пол. Orchówek) — деревня в Влодавском повете Люблинского воеводства Польши. Входит в состав гмины Орхово. Находится примерно в 5 км к югу от центра города Влодава. По данным переписи 2011 года, в деревне проживало 1036 человек.
Войска 1-го Белорусского фронта 22 июля 1944 года штурмом овладели городом Хелм, а также заняли более 200 населённых пунктов, среди которых был и Орхувек.